# حصار وان (1548)
وقع حصار وان في 1548 عندما هاجم السلطان سليمان القانوني بلاد فارس في حملته الثانية من الحرب العثمانية الصفوية (1532-1555).
كانت مدينة وان محاطة، وضعت تحت الحصار والقصف. على هذه الحملة، ورافق سليمان السفير الفرنسي غابرييل دي لوتز. كان قادرا على إعطاء المشورة العسكرية الحاسمة لسليمان، كما هو الحال عندما نصح المدفعية أثناء حصار.